# Panther Automobile
Die Panther Automobile Company war ein US-amerikanischer Automobilhersteller, der 1962 und 1963 in Bedford Hills ansässig war.
Das einzige Modell war ein zweitüriger Roadster mit GFK-Karosserie, die in ihrer Form sehr an den britischen  Daimler SP250 erinnerte. Von diesem Wagen hatte er auch den Motor, einen obengesteuerten V8 mit 2547 cm³ Hubraum. Im Panther leistete dieser Motor 145 bhp (107 kW) bei 5000 min−1. Alternativ gab es ein M-Modell, dessen Motor stärker getunt war. Er leistete 190 bhp (140 kW) bei 6500 min−1. Die Motorkraft wurde über eine manuelles Vierganggetriebe an die Hinterräder weitergeleitet.
Beide Wagen wogen 545 kg, hatten 2388 mm Radstand und waren 4013 mm lang. Das Standardmodell kostete US$ 4250,–, das M-Modell US$ 4995,–.